# Изложба ситне пластике и плакета (1965)
„Изложба Ситне пластике и плакета” се одржала у периоду од 1. до 10. октобра 1965. године у Галерији Удружења ликовних уметника Србије, у улици Теразије 2 у Београду.

## Излагачи
1. Градимир Алексић
2. Габор Алмаши
3. Милан Бесарабић
4. Коста Богдановић
5. Славољуб Богојевић
6. Милан Верговић
7. Душан Гаковић
8. Нандор Глид
9. Радмила Граовац
10. Анте Гржетић
11. Јован Ервачиновић
12. Јелена Јовановић
13. Антон Краљић
14. Живорад Михаиловић
15. Милија Нешић
16. Душан Николић
17. Мирослав Николић
18. Божидар Обрадовић
19. Мирослав Протић
20. Љубица Тапавички
21. Јосиф Хрдличка